# 천사의 날개 (드라마)
《천사의 날개》는 1989년 4월 7일에 방영한 KBS 드라마게임이다.

## 줄거리
민자는 남편 기현은 불화로 이혼하고 딸 은주를 키우고, 상우는 딸 영희와 아들을 두고 산다. 이 두 사람은 민자 오빠의 권유로 재혼하게 된다. 처음에는 각자 아이들 간의 불협화음으로 인해 불편하던 생활이 어느정도 정리되어 갈 무렵 상우가 산에서 추락사한다. 이후 상우의 유산은 아직 어린 두 아이에게만 물려줘, 결국 민자는 아이 셋과 경제적인 어려움을 겪으며 생활해 간다. 그러던 어느 날 전남편 기현이 나타나 재결합의 의사를 밝힌다.

## 등장 인물

### 주요 인물
- 정영숙 : 민자 역
- 백윤식 : 상우 역
- 김병기 : 기현 역

### 그 외 인물
- 김소원 : 민자의 어머니 역
- 김창봉
- 이정웅 : 민자의 오빠 역
- 장희진 : 민자의 올케 역
- 최창호
- 장서희 : 영희 역 - 상우의 딸
- 이혜근 : 은주 역 - 민자의 딸
- 김기수 : 상우의 아들 역

## 토론
- 진행자 : 김재원